# Sigillina fantasiana
Sigillina fantasiana är en sjöpungsart som först beskrevs av Kott 1957.  Sigillina fantasiana ingår i släktet Sigillina och familjen Holozoidae. Inga underarter finns listade i Catalogue of Life.